# Station Moult-Argences
Station Moult-Argences is een spoorweghalte in de Franse gemeente Moult-Chicheboville. Zij wordt bediend door treinen van het netwerk Nomad Train op het traject Caen - Lisieux.